# Тамоксифен
Тамоксифен — лекарственное вещество, антагонист рецептора эстрогена; применяется для лечения рака молочной железы, подавляет действие эстрогенов. Побочные эффекты проявляются редко; к ним относятся: приливы крови к лицу, болезненность, опухоли и гиперкальциемия. В настоящее время проводятся исследования по поводу возможности приема тамоксифена женщинами, принадлежащими к группе риска развития у них рака молочной железы, для предотвращения его развития. Тамоксифен или ICI-46474 первоначально был создан 13.09.1962 г., как лекарственное средство для контроля над рождаемостью, группой британских ученых под руководством биолога Артура Уолпола и химика Доры Ричардс. Однако препарат, как антагонист эстрогенов оказался бесполезным для контрацепции, но оказал действенную помощь в борьбе против чувствительных к эстрогену форм РМЖ.
Тамоксифен включён в российский перечень ЖНВЛП и в список ВОЗ WHO Model List of Essential Medicines.
На 2001 год мировые продажи препарата составляли около 1 млрд долларов США. В 2002 году закончилось действие патента на вещество и несколько компаний начали производство дженериков. На 2004 тамоксифен был наиболее продаваемым гормональным средством для лечения рака молочной железы.